# Middle of the Road

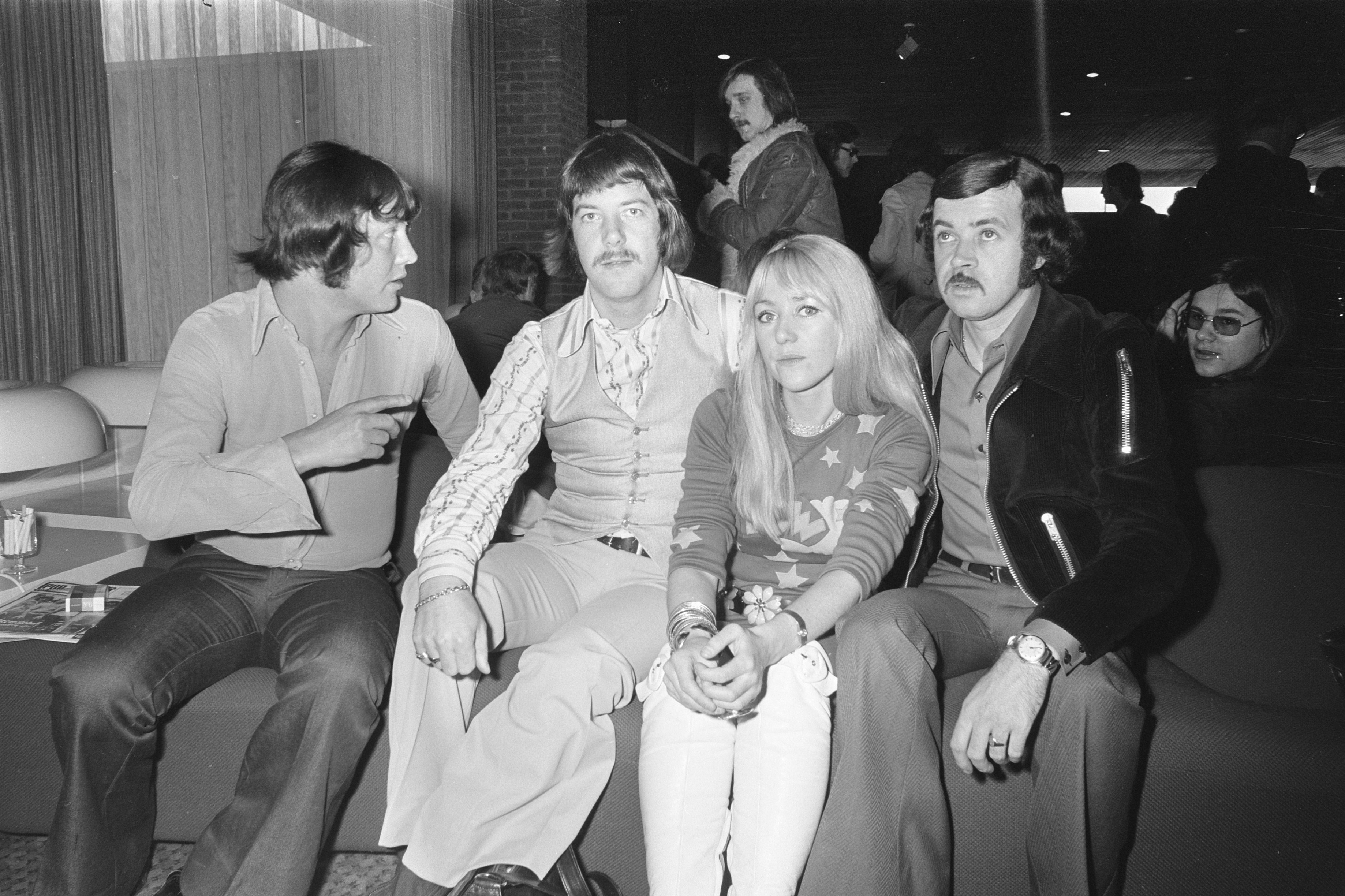
Middle of the Road, 1972.

Middle of the Road, skotsk popgrupp bildad i Glasgow, i april 1970. Medlemmar i gruppen var Sally Carr (sång), bröderna Ian och Eric McCredie, och Ken Andrew (trummor). De slog igenom med låten "Chirpy Chirpy Cheep Cheep" 1971, den följdes upp av bland annat hitsen "Samson and Delilah", "The Talk of All The USA", "Tweedle Dee, Tweedle Dum", "Soley Soley" och "Sacramento".
Föregångare till bandet var gruppen Karen and the Sofisticats som började spela 1967 och från 1968 som Part Three. Gruppen kom redan 1970 att flytta till Italien efter uteblivna framgångar i Storbritannien. Tillsammans med musikproducenten Giacomo Tosti utvecklades gruppens typiska sound och man slog igenom internationellt. I april 1971 kom genombrottet med "Chirpy Chirpy Cheep Cheep" som i original gjorts av Lally Stott och släppts i Italien och Australien. 
Delar av gruppen uppträder fortfarande som Middle of the Road feat. Sally Carr.

## Diskografi[1][2]

### Singlar
- Chirpy Chirpy Cheep Cheep (Harold Stott, Giuseppe Casia) 1971 (RCA Victor 2047)
- Tweedle Dee, Tweedle Dum (Giosy Capuano, Harold Stott, Giosy Capuano, Mario Capuano) 1971 (RCA Victor 2110 och 74-16077)
- Soley Soley (Fernando Arbex) 1971 (RCA Victor 2151 och 74-16108)
- Sacramento (A wonderful town) (Giosy Capuano, Harold Stott, Mario Capuano, Rubirosa) 1972 (RCA Victor 2184 och 74-16127)
- Samson & Delilah (Harold Stott), Mario Capuano, Giosy Capuano) 1972 (RCA Victor 2237)
- Bottoms Up (Mario Capuano, Giosy Capuano, Harold Stott) 1972 (RCA Victor 2264 och 74-16213)
- The Talk of all the U.S.A (Harold Stott), Mario Capuano, Giosy Capuano) 1973 (RCA Victor 2343)
- Yellow Boomerang (Mike Shepstone) 1973  (RCA Victor 74-16280)
- Kailakee Kailako (Mike Shepstone, Mario Capuano, Giosy Capuano) 1973 (RCA Victor 74-16338)
- Union Silver (Mike Shepstone, Mario Capuano, Giosy Capuano) 1973 RCA Victor 2388 och RCA Victor 74-16395 som B-sida)
- Honey No (Mike Shepstone) 1973 (RCA 74-16395 som A-sida)
- Samba D'Amour (Fernando Arbex) 1973 (Ariola 12 990)
- Rockin' Soul (Neil Henderson) 1974 (Ariola 13 327)
- Bonjour ça va (Neil Henderson) 1974 (Ariola 13 666)
- Happy Song (Neil Henderson, Ricky Peebles) 1975 (Ariola 13 936)
- Everybody loves a Winner (Neil Henderson, Ricky Peebles) 1976 (Ariola 16 663)